# 平井利博
平井 利博（ひらい としひろ） は、日本の化学工学者。信州大学名誉教授。長野大学理事長。元上田市公立大学法人評価委員長。元繊維学会会長。

## 人物・経歴
岡山県立新見高等学校を経て、1970年信州大学繊維学部繊維工業化学科卒業。1976年大阪府立大学大学院工学研究科応用化学専攻博士課程修了、工学博士、テュレーン大学医学部生化学教室講師。1979年信州大学繊維学部助手。1982年信州大学繊維学部助教授。1996年信州大学繊維学部教授。2010年繊維学会副会長。2012年繊維学会会長。信州大学大学院総合工学系研究科長、信州大学繊維学部長、信州大学名誉教授、信州大学繊維学部特任教授、信州大学ファイバー・イノベーション・インキュベーター統括コーディネーター、上田市公立大学法人評価委員会委員長を経て、2021年長野大学理事長。

## 著作
- 『電荷注入・溶媒牽引法によって高速で大変形する非イオン性高分子ゲル人工筋肉材料』信州大学 2000年
- 『高分子オルガノゲルのアメーバ様の電場変形と人工筋肉材料・デバイスへの応用』信州大学 2004年